# Labidy
Labidy (łac. labides) – część samczych narządów genitalnych u niektórych motyli.
Labidy to wyrostki znajdujące się miejscu, w którym zawieszka (transtilla) łączy się z grzbietową krawędzią walwy. Występują u niektórych miernikowców z podrodziny Larentiinae.
A. Diakonff nie uwzględnił tego terminu w swoim systemie zaproponowanym w 1954 roku. Jednak A. Sibatani i inni zwrócili uwagę, że jest struktura całkowicie niezależna od zawieszki, czy juksty (juxta). Wniosek ten wysnuty został głównie na podstawie badań muskulatury.